# Zonnekapitaal
Zonnekapitaal is de hoeveelheid weerstand een persoon heeft tegen de zon. Die weerstand hangt af van het huidtype. Met elke blootstelling aan UV-stralen neemt het zonnekapitaal af en verhoogt dus het risico op huidkanker. Baby's en kinderen zijn door het sneller afnemende kapitaal nog kwetsbaarder.

## De juiste beschermingsfactor
Deze tabel is niet van toepassing voor kinderen onder de 16. Voor hen geldt ongeacht het huidtype steeds een zonnecrème met minimum een beschermingsfactor 30.
| Huidtype | Uiterlijke kenmerken                                       | Beschrijving                                               | Beschermingsfactor |
| -------- | ---------------------------------------------------------- | ---------------------------------------------------------- | ------------------ |
| I        | blond of rood haar, lichte ogen, bleke huid, vaak sproeten | wordt nooit bruin maar wel altijd rood                     | >25                |
| II       | blond of rood haar, lichte of bruine ogen, lichte huid     | wordt soms bruin maar begint altijd met rood worden        | 15–20              |
| III      | donkerblond haar, lichtbruine huid                         | wordt gemakkelijk en steeds bruin, met soms wat zonnebrand | 10–15              |
| IV       | mediterraan type bruine huid, bruin haar                   | zelden of nooit verbranding, bruint zeer makkelijk         | 5–10               |